# Kiambu
Kiambu är huvudort i distriktet Kiambu i provinsen Central i Kenya. Den är en snabbväxande nordlig förort till Nairobi och centralorten hade 76 093 invånare vid folkräkningen 2009, hela kommunen 88 869 invånare.